# Bologhine ibn Muhammad ibn Hammad
Bologhine ibn Muhammad ibn Hammad (?-1062) est le quatrième souverain de la dynastie berbère hammadide, qui règne sur le Maghreb central (Algérie) (règne 1055-1062).

## Biographie
Bologhine succède à Muhsin ibn Qaid, son cousin germain qu'il a assassiné, en 1055. Après avoir tué Muhsin, Bologhine tue son vizir ainsi que le gouverneur de Biskra parce qu'il doutait de sa fidélité. Cet assassinat provoque la révolte de la population de Biskra. La ville va rester en dissidence jusqu'à la reprise en main effectuée par son successeur An-Nasir qui chargera le vizir de Bologhine de cette tâche, mais ne lui sera pas reconnaissant puisqu'il le fera assassiner.
Bologhine continue ses meurtres, il fait tuer sa cousine fille d'Alannas et sœur d'An-Nasir. Ce dernier va venger sa sœur plus tard.
En 1062, Bologhine apprend que les Almoravides commandés par Youssef Ibn Tachfin ont vaincu les Masmouda. Il les attaque à son tour et les repousse dans le désert. C'est le moment qu'An-Nasir choisi pour venger sa sœur. Il obtient le soutien des Sanhadja fatigué de ces expéditions militaires et pendant le retour il tue Bologhine à Tessala.
Bologhine meurt assassiné en 1062, son cousin germain et meurtrier An-Nasir ibn Alannas ibn Hammad lui succède.